# Астурлеонски језик
Астурлеонски језик, или тачније речено, група астурлеонских језика се дели на:
- - Астуријски језик (Шпанија)
    - Западни астуријски
    - Централни астуријски
    - Источни астуријски

  - Леонски језик (Шпанија)
  - Кантабријски дијалект (Шпанија)
  - Мирандски језик (Португал)
  - Екстремадурски дијалект (Шпанија)[1][2][3][4][5]